# Bos Trevis
Arthur Stanley Sackville Redvers Trevor Boscawen Griffith „Bos“ Trevis (* 20. Oktober 1912 in Blackheath; † 1997) war ein englischer Fußballspieler.

## Karriere
Trevis spielte 1928 für die Old Hill Amateurs, bevor er 1929 im Alter von 17 Jahren als Amateur zu West Bromwich Albion kam. Im August 1930 bestritt er ein Junioren-Auswahlspiel beim Lokalkonkurrenten FC Birmingham. Anfang 1931 kam er auf Leihbasis zum in der Birmingham Works League spielenden Klub Leamington Town; zuvor hatte er zwei Jahre lang als Mittelläufer für das „Colt“-Team, eine Art Nachwuchsmannschaft, von West Bromwich Albion gespielt. Bei einem Auftritt im Februar 1931 gegen Rugby Town wurde Trevis presseseitig „eine kraftvolle Vorstellung als linker Außenläufer“ bescheinigt. Bei seiner Rückkehr zu West Bromwich Albion unterzeichnete er am 18. April 1931 seinen ersten Profivertrag. Im April 1932 gehörte er bei einem Junior International gegen Schottland zum englischen Aufgebot, die Mannschaft war eine Auswahl von Spielern der Birmingham County Association. Kurzfristig für George Mason als Mittelläufer in die Mannschaft gerückt, unterlag das Team im Tynecastle Park von Edinburgh vor ca. 6.000 Zuschauern mit 0:1 durch einen Treffer des späteren Nationalspielers Johnny Crum.
Sein einziger Pflichtspieleinsatz für die erste Mannschaft von West Bromwich datiert vom am 7. April 1934, als er in einer Partie der Football League First Division bei einem 2:2-Unentschieden gegen den FC Liverpool auf der rechten Außenläuferposition Jimmy Murphy ersetzte. Von der Presse wurde seine Leistung als „hervorstechend“ bewertet und ein Korrespondent hielt über die Partie fest: „Keiner der Spieler war herausragend, aber Trevis gab ein vielversprechendes Debüt in der Läuferreihe als Vertretung von Murphy.“ Sein ehemaliger Verein Leamington erhielt nach dem First-Division-Debüt „eine kleine Anerkennung“ von West Bromwich. In der Folge musste sich Trevis wieder mit Partien für das Reserveteam begnügen, in einer Partie im Januar 1936 wurde er für sein „Zweikampfverhalten und seine Ballverteilung“ gelobt. Für Pressemeldungen sorgte er derweil nicht nur auf sportlicher Ebene, im Januar 1935 wurde er zu einer Strafe von £2 verurteilt, weil er bei seinem an einem Hang abgestellten Auto die Bremsen nicht anzog und das führerlose Fahrzeug daraufhin einen Fußgänger erfasste.
Im Juli 1936 wechselte er zum gut 100 Kilometer nordwestlich an der walisischen Grenze gelegenen FC Chester in die Third Division North. Bei Chester wurde er vom Mittelläufer zum Außenläufer umgeschult und stand unter Trainer Alex Raisbeck an den ersten neun Spieltagen der Saison 1936/37 in der Mannschaft (acht Siege, ein Unentschieden; ein Tor beim 6:0 gegen den AFC Barrow), bevor er gegen Hartlepools United einen Beinbruch knapp oberhalb des Knöchels erlitt. Im Januar 1937 konstatierte der Korrespondent des Star Green 'Un: „Die Mannschaft hat sich nie vom Ausfall des rechten Außenläufers Trevis erholt. Dieser Spieler brach sich einen Knochen in seinem Knöchel in Hartlepools und seither haben sich Schwächen in Abwehr wie im Angriff entwickelt. Trevis' Verletzung hat eine lange Zeit gebraucht um zu heilen aber er hat das volle Training wieder aufgenommen und es wird gehofft, dass er für das Pokalspiel fit ist.“ In der folgenden Saison 1937/38 kam Trevis zu insgesamt 16 Ligaeinsätzen und bestritt insgesamt sieben Pokalpartien im Third Division North Cup (4 Spiele) und Welsh Cup (3 Spiele), dabei besetzte er jede Position in der Läuferreihe, als Ersatz hinter der Stammformation John McCreary – Trevor Walters – Harold Howarth. Trevis hatte nach der Verletzung Probleme seine Form wieder zu finden, in der Reservemannschaft von Chester in der Cheshire League wurde er zunehmend sowohl als rechter Halbstürmer als auch als Mittelstürmer aufgeboten und soll dabei „viele Tore“ erzielt haben. Bei seinem einzigen Auftritt als rechter Halbstürmer in der ersten Mannschaft im Januar 1939 blieb er ohne Torerfolg.
Im Februar 1939 erfolgte sein Wechsel zu Worcester City in die Southern League, für Chester war er bis dahin im Saisonverlauf nur noch drei Mal zum Einsatz gekommen. Grund für den Wechsel war auch sein Wunsch, näher an seiner Familie zu sein und Worcester hatte nach dem Ausfall des Stammspielers Jim Dodds und dessen Ersatz Roy Tranter kurzfristig Bedarf auf der rechten Außenläuferposition. Am Saisonende wurde ihm von Chester ein ablösefreier Transfer gestattet, womit die Registrierung bei der Football League aufgegeben wurde. Trevis kehrte allerdings nicht mehr in die Football League zurück, sondern beendete seine Karriere.
Nach dem Zweiten Weltkrieg trat Trevis um 1950 noch als Trainer beim FC Redditch in der Birmingham Combination in Erscheinung.
Bos Trevis konnte lange Zeit für sich in Anspruch nehmen, den längsten registrierten Namen bei der Football League zu besitzen, mittlerweile wurde dieser Rekord mindestens von Charlie Oatway überboten. Sein Vater, ein überzeugter Anhänger der Conservative Party, benannte ihn nach dem Parteikandidaten von Dudley, Arthur Sackville Trevor Griffith-Boscawen.